# فولكينجهام
فولكينجهام (/ ˈfɒkɪŋəm / FOK-ing-əm) هي قرية إنجليزية وأبرشية مدنية تقع على الحافة الشمالية من منطقة جنوب كيستيفن في لينكولنشاير وتغطي الرعايا المدنية والكنسية نفس المنطقة، تقع فولكينجهام على بعد 11 ميلاً (18 كم) شمال بورن في الطريق أ15، بلغ عدد ساكنيها في تعداد عام 2001 حوالي 729 وفي عام 2011 ارتفع إلى 796 وفي عام 1919قدر بنحو 795.

## القرية
تحتوي القرية على العديد من المباني التاريخية، مثل أصلاحية الأحداث وذا جريهاوند (The Greyhound) ، وأصبحت المنطقة المحيطة بموقع القلعة محمي في عام 1968.
لا يزال اقتصاد القرية المحلي حتى اليوم يعتمد بشكل أساسي على الزراعة، هناك العديد من ممرات المشاة في أرجائها وهي أحد المعالم التي تجذب الزوار، من المعالم التي تجذب الزوار أيضا حانة / مطعم ذا نيو إن حيث يقع في مبنى من القرن السابع عشر في الشارع الغربي،  يوجد أيضاً مقهى ومتجر شوكولاتة هانسن اليدوية في ساحة السوق.

## علم الطب
يبدو أن اسم المكان فولكينجهام يحتوي على اسم شخصي إنجليزي قديم، Folc (a) ، + ingahām (الإنجليزية القديمة)، تسمى القرية هكذا بسبب كذا وكذا؛ تسمى قرية الناس بعد فلان، لذلك ربما «منزل أو قرية فولك» أو «شعب فولكا». يظهر أسم فولكينجهام في كتاب ونشستر والمعروف أيضا بكتاب دوميزدي لعام 1086 باسم فولشينجهام وفولشينجهام وفولشينجهام .

## التاريخ
تم بناء قلعة في القرن الثاني عشر على يد جيلبرت دي جانت، إيرل لنكولن  وقام هنري بومونت بتوسيعها في القرن الرابع عشر، وفي عام 1312 تم منحه ترخيصًا قانونيًا لإدارتها، ويعود آخر سجل وثائقي لاحتلال هذه القلعة إلى عام 1372،  نجت القلعة حتى الحرب الأهلية ثم وصفها جون ليلاند في عام 1535بأنها خربت، وأستخدام موقعها لاحقًا كدار إصلاحية للأحداث.
في أواخر القرن الثامن عشر استخدم سوق فولكينجهام لتكديس الأخشاب، وكان حوله بركة للخيول وسوق مغلقة وقاعة صغيرة للبلدة، قسم السوق إلى سلسة مناطق لللأغنام والماشية والخيول والدواجن وبيع المنتجات الزراعية وغيرها من السلع. وفي عام 1788 كان ريتشارد وين الثالث الذي كان آنذاك سيد المزرعة يواجه صعوبات مالية مما جعله يقوم ببيع تركته إلى السير جيلبرت هيثكوت الذي كان جده الأكبر البارونيت الأول عضوًا في البرلمان واللورد عمدة لندن وحاكم بنك إنجلترا، عندما استحوذ السير جيلبرت على المزرعة، أراد تحويل فولكينجهام إلى مدينة سوق صغيرة، وتضمنت تغييراته إخلاء وتجهيزالسوق لتلبية احتياجات مدربي المسرح وذلك باستخدام طريق لندن الرئيسي إلى طريق لينكولن الذي يمرعبره.
فولكينجهام (فالكينغهام آنذاك) كانت مسقط رأس إليزابيث وين فريمانتل (1779-1857) وهي المؤلف الرئيسي لكتاب يوميات وين .
تأسست شركة فولكينجهام غاز ليت في عام 1863، من شبه المؤكد أن التركيب استخدم غاز الماء أو نظام غاز الماء / الغاز المنتج لإنتاج الغاز من الفحم، ولم يتم تركيب مصنع كبير الحجم في القرية.
في عام 1940 بدأ سلاح الجو الملكي البريطاني فولكينجهام، في استخدام الجنوب الغربي من القرية كمطار جوي للحرب العالمية الثانية، قدمت لناقلات القوات والوحدات المحمولة جواً وعملت كمطار جوي، خلال الخمسينيات والستينيات من القرن الماضي، احتلتها قيادة القاذفات كقاعدة للصواريخ الباليستية،  لم يعد الآن في الخدمة.

## المباني البارزة

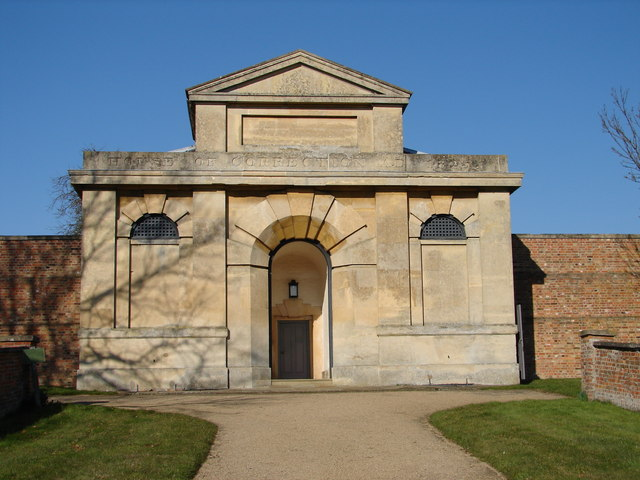
بوابة بيت التصحيح بريان براوننج

### أصلاحية الاحداث
في أوائل القرن التاسع عشر كان فولكينجهام جزءًا من محاكم الدورات الفصلية وهي المحكمة العليا التي طبقت العدل في المنطقة، وهو ما يفسر بناء دار الإصلاح أو السجن الصغير، شيَّدت في موقع قلعة فولكينجهام وتتكون المباني المدرجة من الدرجة الثانية * من منزل الحاكم الأصلي والبوابة التي تعود للقرن التاسع عشر ويعود تاريخها إلى عامي 1808 و 1825، تم إغلاقها في عام 1878 ولكن في عام 1980 قام لاندمارك ترست (Landmark Trust) بالاستيلاء عليها ومن ثم تحولت البوابة إلى منزل لقضاء العطلات.

### ذا جريهاوند
يعود تاريخ بيت جريهاوند إلى عام 1650الذي كان بالسابق نزلًا للتدريب وتم تحويله إلى شقق بعد ذلك، إنه مبنى محمي من الدرجة الثانية *.

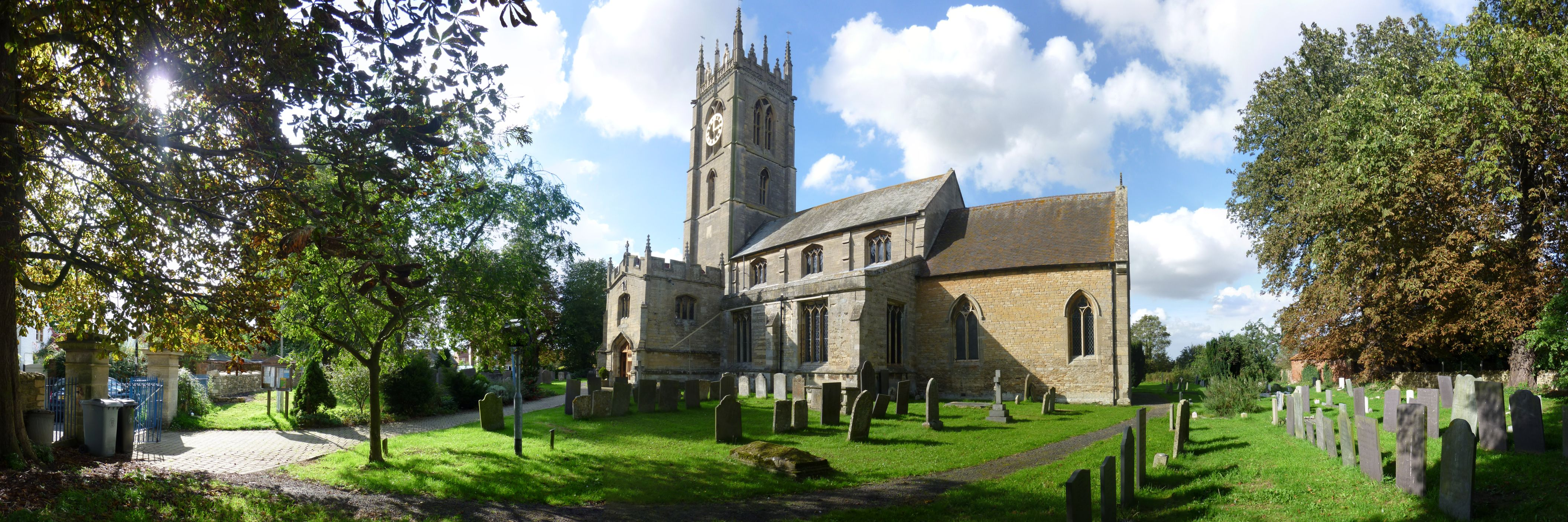
كنيسة القديس أندرو

### كنيسة الرعية
نشأت أبرشية كنيسة إنجلترا للقديس أندرو في أواخر القرن الثاني عشر واكتمل بناؤها إلى حد كبير في أواخر القرن الخامس عشر ويعود ذلك لعمليات الترميم التي أجريت في أعوام 1825 و 1858 و 1860م، وتحتوي الكنيسة على أروقة قوطية مزينة وهيكل لمذبحة إنجليزية ودعامات نورمانية تطل على كنيسة الترانيم، ويوجد على الجانب الجنوبي من الكنيسة بقايا مخازن والموقع الذي يجلد به الجناه. وتعتبرالكنيسة مبنى تاريخي محمي من الدرجة الأولى.
تعد الكنيسة ميزة بارزة في القرية، لكنها ليست ابرز من السوق، من الجدير بالذكر أن في عام 2006م هبت رياح شديدة القوة واسقطت اثنين من الأعمدة الأربعة للكنيسة، سقط أحدهما على السطح مما تسبب في أضرار تكلفت بأكثر من 100000 جنيه إسترليني لإصلاحها. أبرشية فولكينغهام هي جزء من مجموعة جنوب لافورد للرعايا في لافورد ديناري، أبرشية لينكولن.

### قصرفولكينجهام
يقع قصر فولكينجهام في وسط فولكينجهام قبالة السوق مباشرةً، تم بناؤه للورد كلينتون في القرن السابع عشر من الحجر المأخوذ من القلعة / 

## النقل العام
هناك خدمة حافلات يومية سريعة إلى لندن وهال،  هناك حافلة واحدة إلى ثلاث حافلات كل يوم من أيام الأسبوع إلى غرانثام، وواحدة في كل يوم من أيام الأسبوع إلى بورن وسليفورد، وحافلة إضافية إلى سليفورد تعمل في أيام الدراسة،  وتقع أقرب محطة سكة حديد في هيكينجتون (11 ميلاً، 17.7 كم).
يدير مجلس مقاطعة لينكولنشاير خدمة حافلات الحجز المسبق من القرية إلى البلدات المجاورة والعودة.

## مشاهير
- إليزابيث وين فريمانتل (1779-1857)، المؤلف الرئيسي لكتاب The Wynne Diaries.
- إثيل رودكين (1893-1985)، عالمة فولكلورية وعالمة آثار، تزوجت من جورج رودكين من القرية.

## روابط خارجية
- «فولكينجهام (فولكينجهام أيضًا)» ، Genuki .org.uk. تم الاسترجاع 31 يوليو 2011
- فولكينجهام ، homepages.which.net. تم الاسترجاع 31 يوليو 2011
- فولكينجهام، لينكولنشاير ، astoft.co.uk. تم الاسترجاع 31 يوليو 2011
- قلعة فولكينجهام ، everingham.com. تم الاسترجاع 31 يوليو 2011
- «ملخص الجريدة البرلمانية لفولكينجهام، 1843» ، أرشيف بورن . تم الاسترجاع 31 يوليو 2011
- «بريطانيا تبين السيارة الخارقة» ، أخبار باث: اختبار سيارة BRM في مطار فولكينغام. تم الاسترجاع 31 يوليو 2011
- فيديو قرية فولكينجهام . تم الاسترجاع 18 ديسمبر 2010